# 더 브라이드!
"더 브라이드!"(영어: The Bride!)는 2026년 개봉 예정인 미국의 SF 공포 영화이다. 매기 질런홀이 감독과 각본을 맡았다.